# Кодза
Кодза (яп. 高座郡 Кодза-гун) уезд расположен в префектуре Канагава, Япония. 

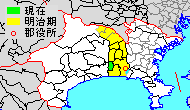
Расположение уезда Кодза в префектуре Канагава. Жёлтым цветом в период Мейдзи, зелёным в настоящее время.
1 - Самукава

По оценкам на 1 апреля 2017 года, население составляет 48,081 человек, площадь 13.34 км², плотность 3,600 человек / км².

## Посёлки и сёла
- Самукава